# Olympische Sommerspiele 2000/Teilnehmer (Vereinigte Arabische Emirate)
| Gelbes Symbol für Goldmedaillen mit stilisierten Olympischen Ringen | Graues Symbol für Silbermedaillen mit stilisierten Olympischen Ringen | Braundes Symbol für Bronzemedaillen mit stilisierten Olympischen Ringen |
| ------------------------------------------------------------------- | --------------------------------------------------------------------- | ----------------------------------------------------------------------- |
| —                                                                   | —                                                                     | —                                                                       |

Die Vereinigten Arabischen Emirate nahmen an den Olympischen Sommerspielen 2000 in der australischen Metropole Sydney mit vier männlichen Athleten in drei Sportarten teil.
Seit 1984 war es die fünfte Teilnahme des asiatischen Staates an Olympischen Sommerspielen.

## Flaggenträger
Der Schütze Saeed al-Maktoum trug die Flagge der Vereinigten Arabischen Emirate während der Eröffnungsfeier im Stadium Australia.

## Teilnehmer nach Sportarten

### Leichtathletik
- Ali Khamis Rashid Al-Neyadi
200 m: 21,93 s (nicht für die nächste Runde qualifiziert)

### Schießen
- Ahmed Al-Maktoum
Trap: 18. Platz
Doppeltrap: 23. Platz
- Saeed al-Maktoum
Skeet: 9. Platz

### Schwimmen
- Ayoub Al-Mas
50 m Freistil: 24,91 s (nicht für die nächste Runde qualifiziert)